# Bassus antigastrae
Bassus antigastrae är en stekelart som först beskrevs av Wilkinson 1931.  Bassus antigastrae ingår i släktet Bassus och familjen bracksteklar. Inga underarter finns listade.